# Gora Central'naja (kulle)
Gora Central'naja är en kulle i Antarktis. Den ligger i Östantarktis. Norge gör anspråk på området. Toppen på Gora Central'naja är 70 meter över havet. Gora Central'naja ligger vid sjöarna  Shel'fovoe och Karovoevatnet.
Terrängen runt Gora Central'naja är kuperad åt sydväst, men åt nordost är den platt.  Trakten är glest befolkad. Närmaste befolkade plats är Novolazarevskaya Station, 5,8 kilometer öster om Central'naja, gora.